# آپولیپوپروتئین د

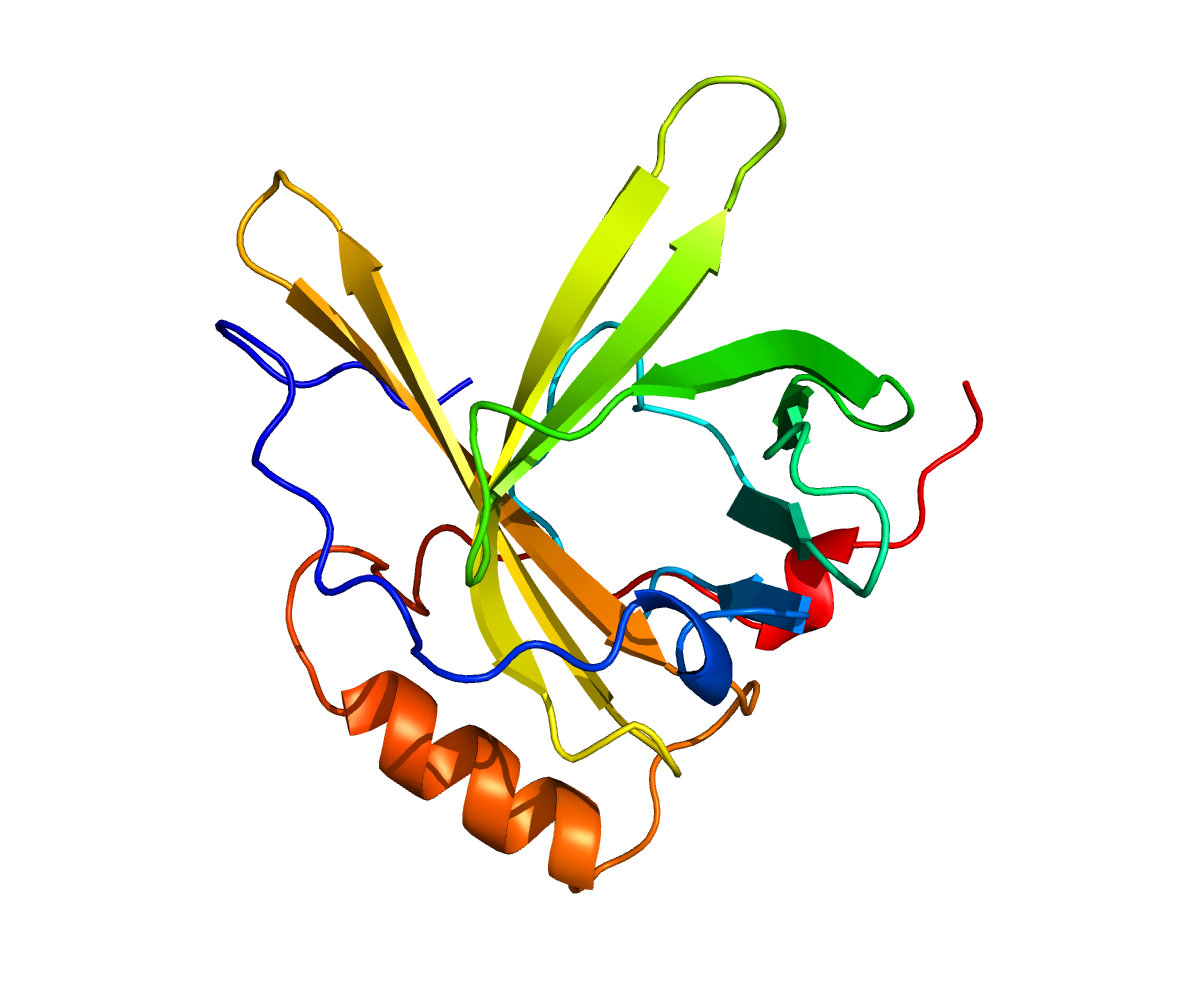
آپولیپوپروتئین د

آپولیپوپروتئین دی (انگلیسی: Apolipoprotein D) یا (APOD)، پروتئینی در بدن انسان است که توسط ژن APOD، کدگذاری می‌گردد. برخلاف لیپوپروتئین‌های دیگر، که عمدتاً در کبد تولید می‌شوند، آپولیپوپروتئین D عمدتاً در مغز و بیضه‌ها تولید می‌شود.